# Hocharn
Der Hocharn (auch Hochnarr, Hoher Aar) ist mit einer Höhe von 3254 m ü. A. der höchste Berg der Goldberggruppe. Der Gipfel befindet sich genau auf der Grenzlinie zwischen Kärnten und Salzburg in etwa drei Kilometer Entfernung nordwestlich des bekannteren, jedoch niedrigeren Hohen Sonnblicks. Aufgrund seiner Höhe ist der Hocharn ein hervorragender Aussichtsberg.

## Zum Namen
Der Name des Berges wird in der Literatur und Kartenwerken verschieden angegeben, es finden sich sowohl Hocharn, als auch Hochnarr in der amtlichen Österreichischen Karte (GEONAM) und der Franzisco-Josephinischen Landesaufnahme, wie auch Hoher Aar in der Alpenvereinskarte (2. Edition 1964), außerdem Hochnarrspitz im Franziszeischen Kataster und in der Franziszeischen Landesaufnahme und Hochhorn in der Josephinischen Landesaufnahme. Welcher dieser Namen der toponomastisch ursprüngliche ist, ist nicht gesichert, heute ist Hocharn die verbreitetste Bezeichnung.

## Ersteigungsgeschichte
Der Hocharn wurde bereits zur Zeit des Goldbergbaus aus der Goldzechscharte erstiegen. Die erste bekannte Ersteigung erfolge 1827 durch Dits und Joanelli im Zuge der Katastralvermessung.

## Anstiege

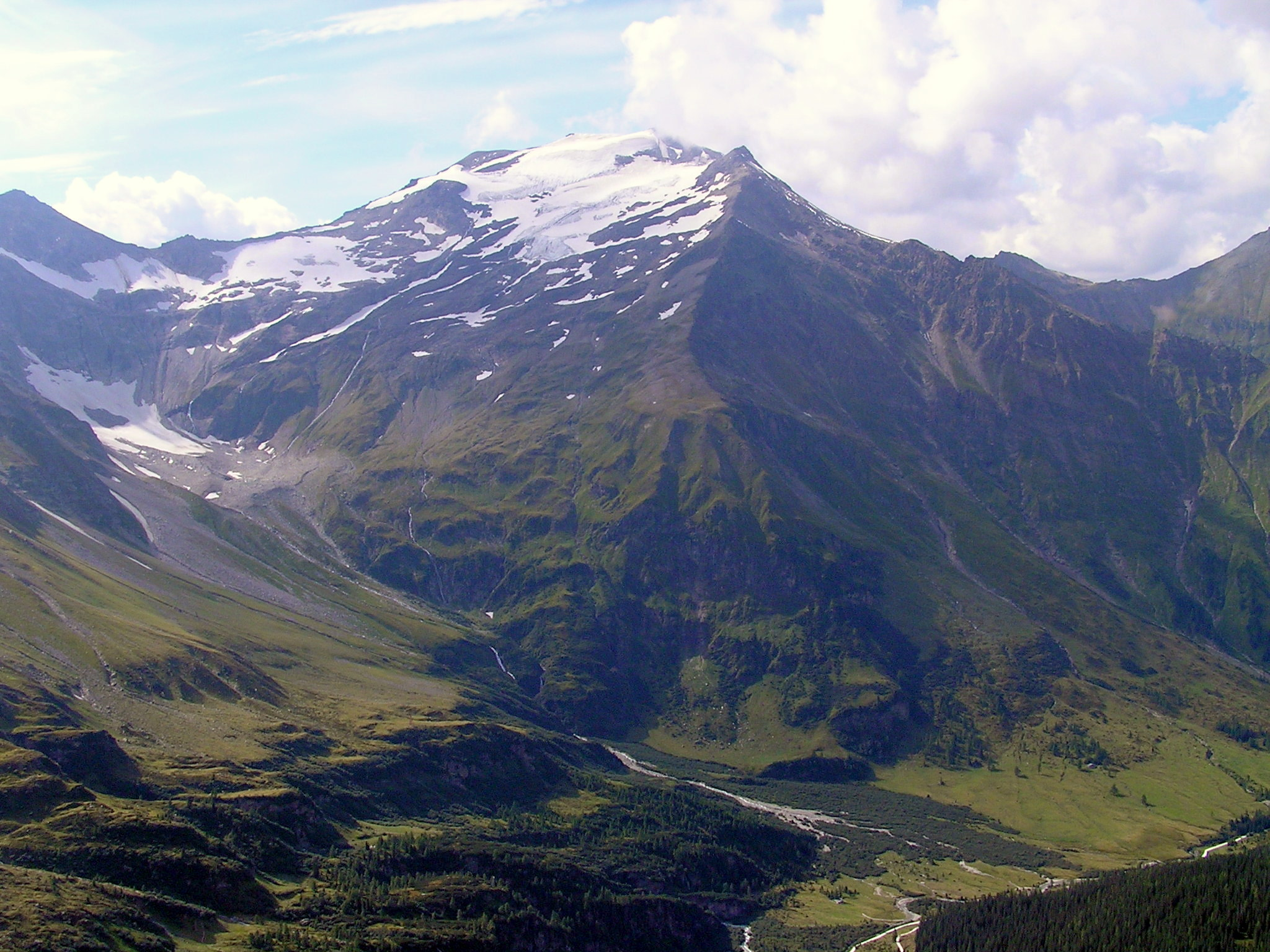
Der Hocharn vom Niedersachsenhaus aus Richtung Osten gesehen, im Tal Kolm-Saigurn

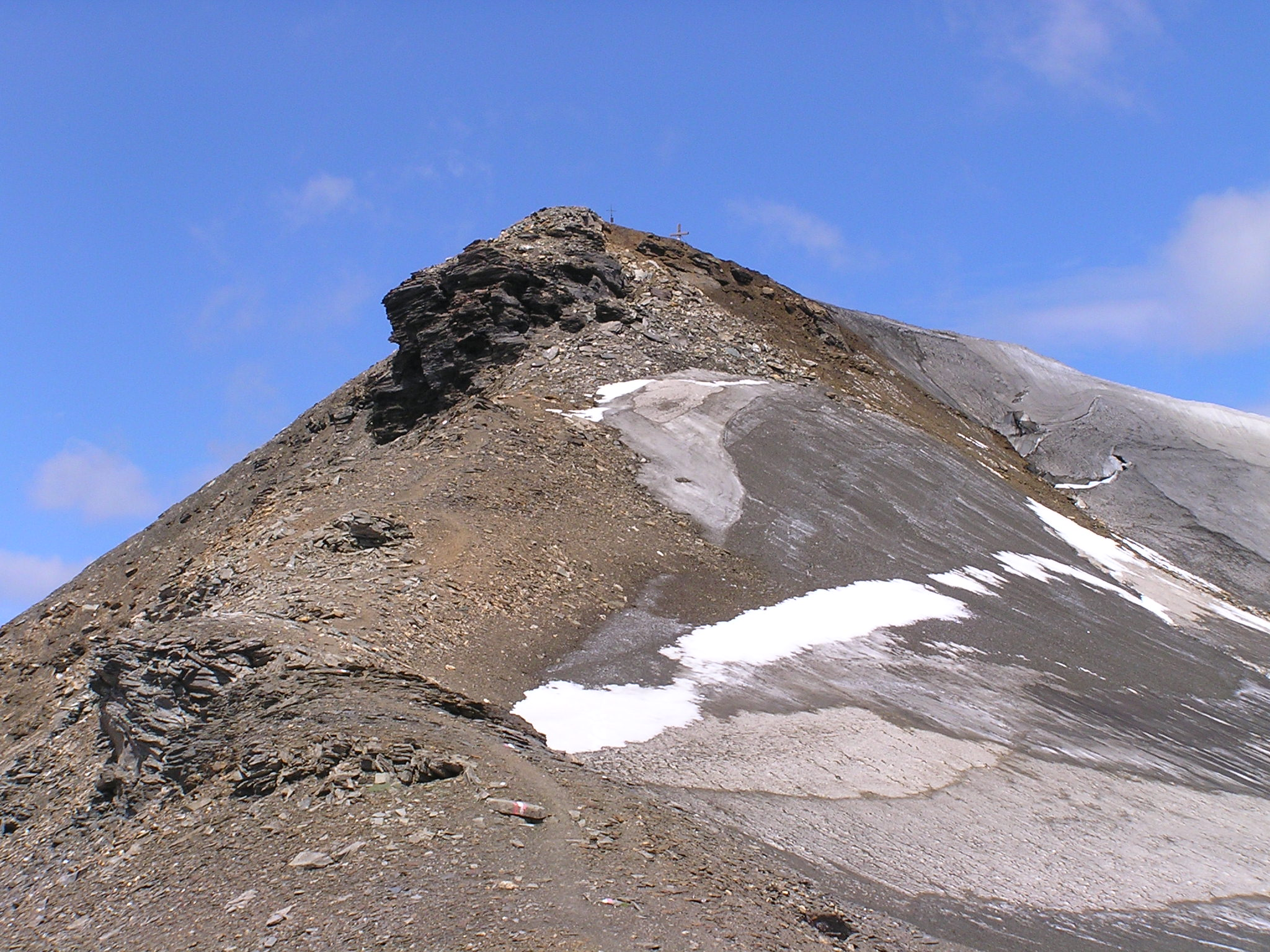
Der Gipfelaufbau des Hocharn von Süden aus gesehen

- von Südwesten: Heiligenblut (ca. 1300 m ü. A.) zur Fleißkehre und zum Gasthof Alter Pocher (1807 m ü. A.), Zufahrt bis hierher mit dem Auto möglich, weiter zum Zirmsee (ca. 2540 m ü. A.), dann markierungs- und steiglos mühsam über Schutt- und Blockhänge in die nördliche Goldzechscharte (ca. 2900 m ü. A.) und über den nördlich verlaufenden Kamm zum Gipfel (Gehzeit vom Alten Pocher ca. 4 h)
- von Osten: Kolm-Saigurn, vom Naturfreundehaus Kolm-Saigurn (Rauriser Tal, 1598 m ü. A.) über den Erfurter Weg in die nördliche Goldzechscharte, weiter wie oben, oder direkt über das Hocharnkees.
- von Norden: Bucheben (Rauristal, Jagdhaus an der Straße nach Kolm Saigurn) über das Krummlbachtal – Rohrmoseralm – Trimmelkees und den Grieswies-Schwarzkogel (Arltkogel, 3115 m ü. A.), dem Nebengipfel des Hocharn
- von Südosten: Übergang vom Hohen Sonnblick bzw. vom Zittelhaus: Gletscherbegehung und Überschreitung des Goldzechkopfes (Schwierigkeit II nach UIAA-Skala) zur nördlichen Goldzechscharte, weiter wie oben
- von Westen: anspruchsvolle Gratüberschreitung (Klagenfurter Jubiläumsweg)[5]
- als Teil der Etappe vom Hochtor zum Sonnblick auf dem Tauernhöhenweg